# Дузпа
Дузпа (от френски: douze pas, буквално дванайсет крачки – заради дистанцията от 12 ярда спрямо голлинията, от които се е изпълнявала дузпата при въвеждането ѝ през 1891 г.) е единадесетметров наказателен удар в играта футбол. Този френски термин е възприет в България през 1894 г., когато футболът е бил въведен от група швейцарски учители. Ударът се изпълнява от специално определена точка в наказателното поле, намираща се на 11 метра от вратата (и затова понякога дузпата е наричана удар от бялата точка в наказателното поле). По време на изпълнението всички играчи с изключение на изпълнителя трябва да се намират извън наказателното поле. Вратарят трябва да е застанал на голлинията по време на изпълнението на дузпата. Ако бъде отсъдена дузпа в самия край на полувремето или срещата, времето трябва да бъде продължено до изпълняването на удара. До удара от изпълняващия състезател никой друг играч не трябва да се приближава на по-малко от 9 метра и 15 сантиметра от точката за изпълнение и да навлиза в наказателното поле. Дузпата се изпълнява след даден от съдията сигнал със свирката.

## Нарушения, при които се отсъжда дузпа
- Дузпа се отсъжда за същите нарушения срещу противников играч в собственото наказателно поле, за които, в случай че те са извън наказателното поле, се отсъжда пряк свободен удар. При това топката може да се намира в произволна точка от футболния терен, при условие, че играта не е вече спряна по друга причина от съдията (правило 12 от футболния правилник).
- Дузпа се отсъжда и при умишлена игра с ръка в собственото наказателно поле на футболист различен от вратаря (правило 14 от футболния правилник).
- В зависимост от наличната или не възможност за отбелязване на гол или степента на некоректност на извършеното нарушение, на нарушилия правилата играч може да бъде наложено лично наказание.

## Финални мачове на международни първенства и турнири, решени чрез дузпи
- 1994 Бразилия-Италия 0:0 след продължения, 3:2 при дузпите
- 2006 Италия-Франция 1:1 в редовното време и след продълженията, 5:3 при дузпите
- 2016 Реал Мадрид-Атлетико Мадрид 1:1 в след продълженията, 5:3 при дузпите
- 2022 Аржентина-Франция 3:3, 4:2 при дузпите

## Вратари изпълнители на дузпи
- Ханс-Йорг Бут, Германия
- Димитър Иванков, България
- Хосе Луис Чилаверт, Парагвай
- Рожерио Сени, Бразилия
- Мануел Нойер, Германия

## Любопитни факти
- Точката за изпълнение на дузпа е въведена 12 години по-късно от самата дузпа, поради което в този период съдиите са били принудени да измерват разстоянието до голлинията с крачки.
- Пеле отбелязва своя хиляден гол от дузпа.
- Ромарио също отбеляза своя хиляден гол от дузпа.
- Вратарят на Стяуа Букурещ Хелмут Дукадам спасява четири дузпи (от четири изпълнени) на финала за Купата на европейските шампиони срещу Барселона през 1986 г.

## Рекорди

### Клубни отбори
- КК Палъс-Сивикс 17:16, изпълнени 48 дузпи (мач за купата на Намибия)

### Национални отбори
- Кот д'Ивоар-Гана 11:10, изпълнени 24 дузпи (мач за Купата на африканските нации), (1992 г.)
- Камерун-Кот д'Ивоар 11:12, изпълнени 24 дузпи (мач за Купата на африканските нации), (2006 г.)